# Muraenolepis
Muraenolepis is een geslacht van straalvinnige vissen uit de familie van aalkabeljauwen (Muraenolepididae).

## Soorten
- Muraenolepis andriashevi Balushkin & Prirodina, 2005
- Muraenolepis kuderskii Balushkin & Prirodina, 2007
- Muraenolepis microps Lönnberg, 1905
- Muraenolepis orangiensis Vaillant, 1888
- Muraenolepis pacifica Prirodina & Balushkin, 2007
- Muraenolepis trunovi Balushkin & Prirodina, 2006
- Muraenolepis evseenkoi Balushkin & Prirodina, 2010
- Muraenolepis marmorata Günther, 1880